# Noirmoutier-en-l'Île
Noirmoutier-en-l'Île is een gemeente in het Franse departement Vendée (regio Pays de la Loire) en telt 4847 inwoners (2005). De plaats maakt deel uit van het arrondissement Les Sables-d'Olonne. Het is een van de vier gemeenten op het Île de Noirmoutier.

## Bezienswaardigheden
- De Sint-Philbertuskerk.
- Het kasteel.
- Het hôtel Jacobsen, een burgerwoning uit 1761, gebouwd door een rijke familie van reders en handelaars, dat het Centre des patrimoines maritimes huisvest.[2]
- Réserve naturelle de Müllembourg.

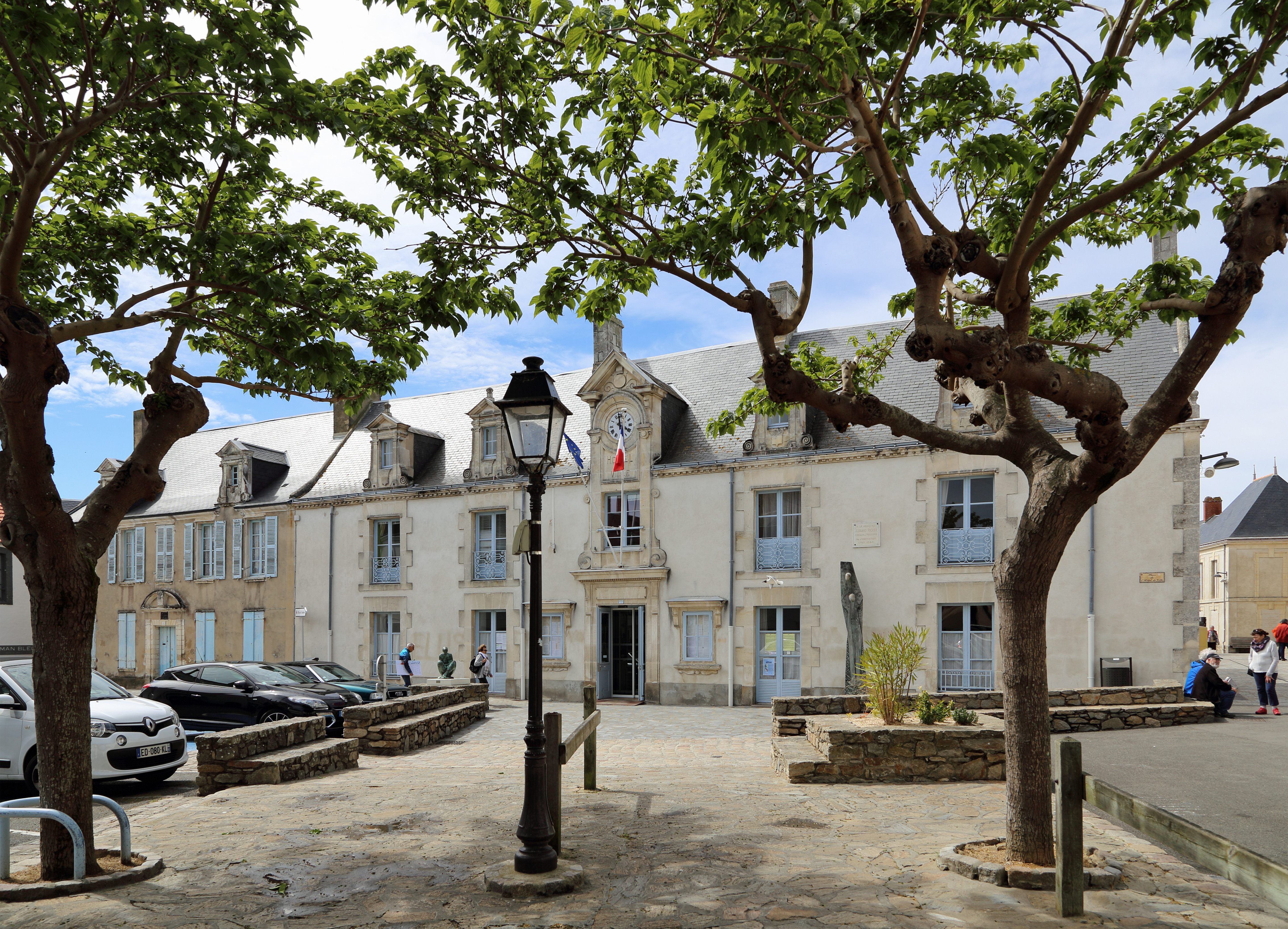
De Place de l'Hôtel de Ville en het stadhuis
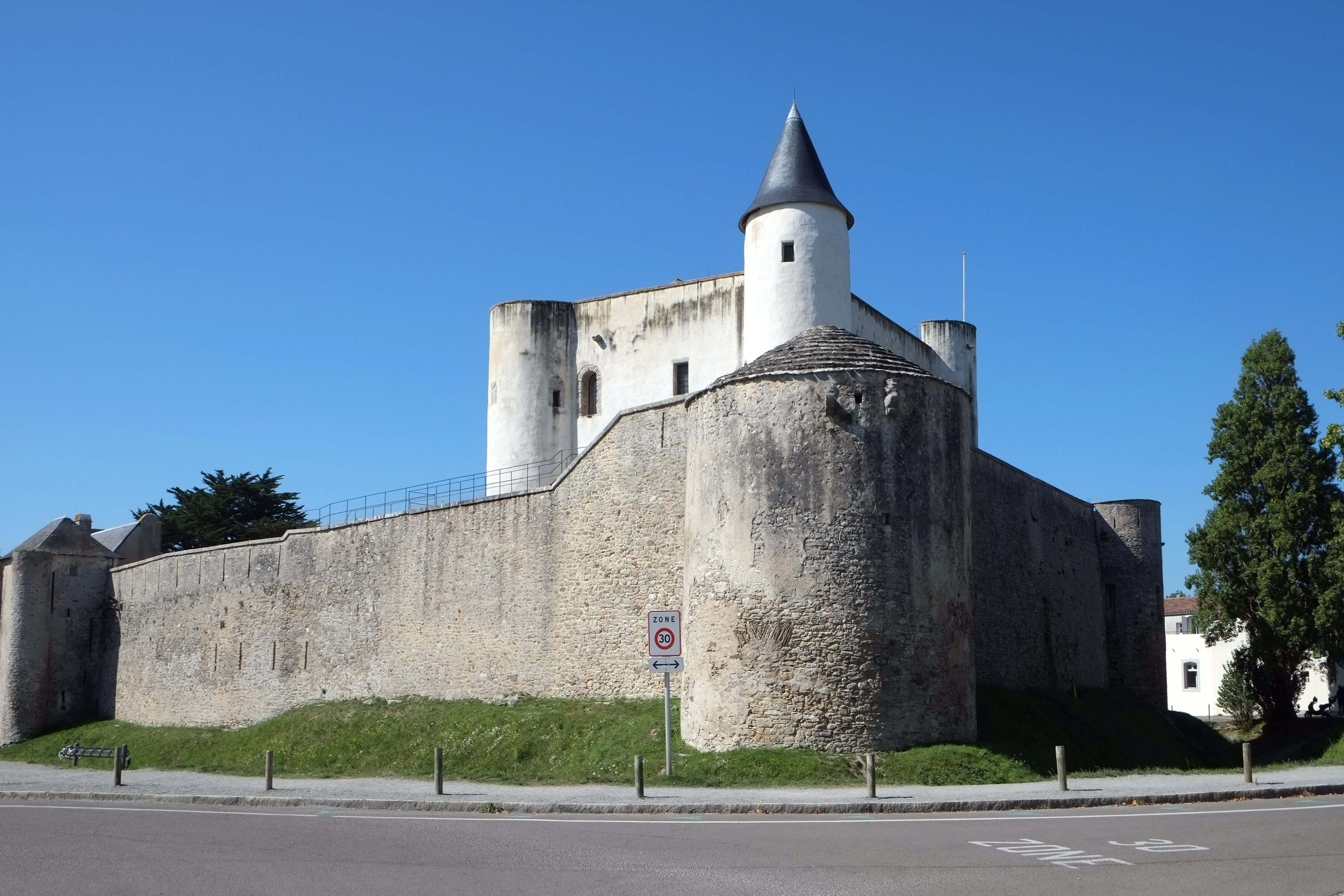
Het kasteel
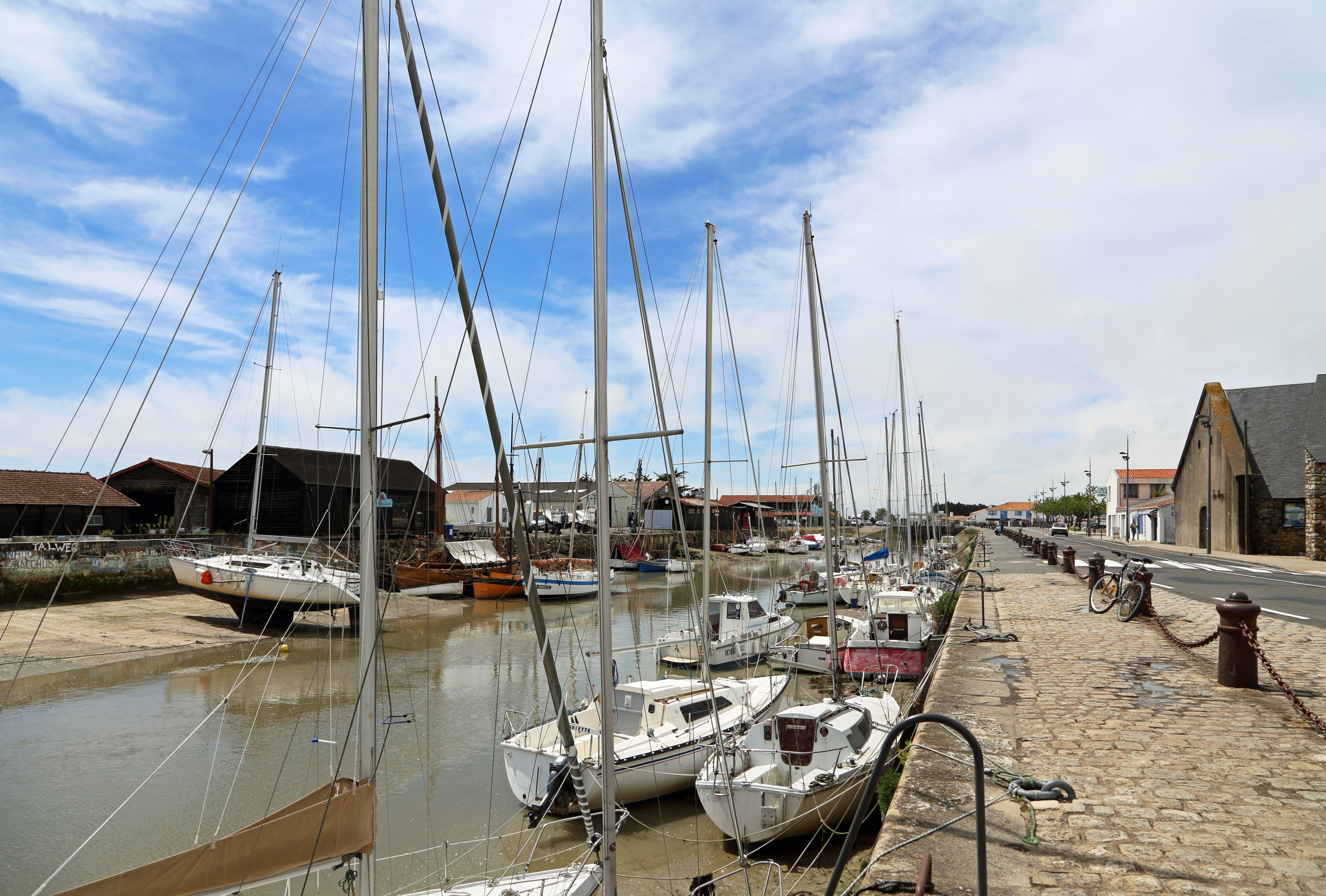
De jachthaven
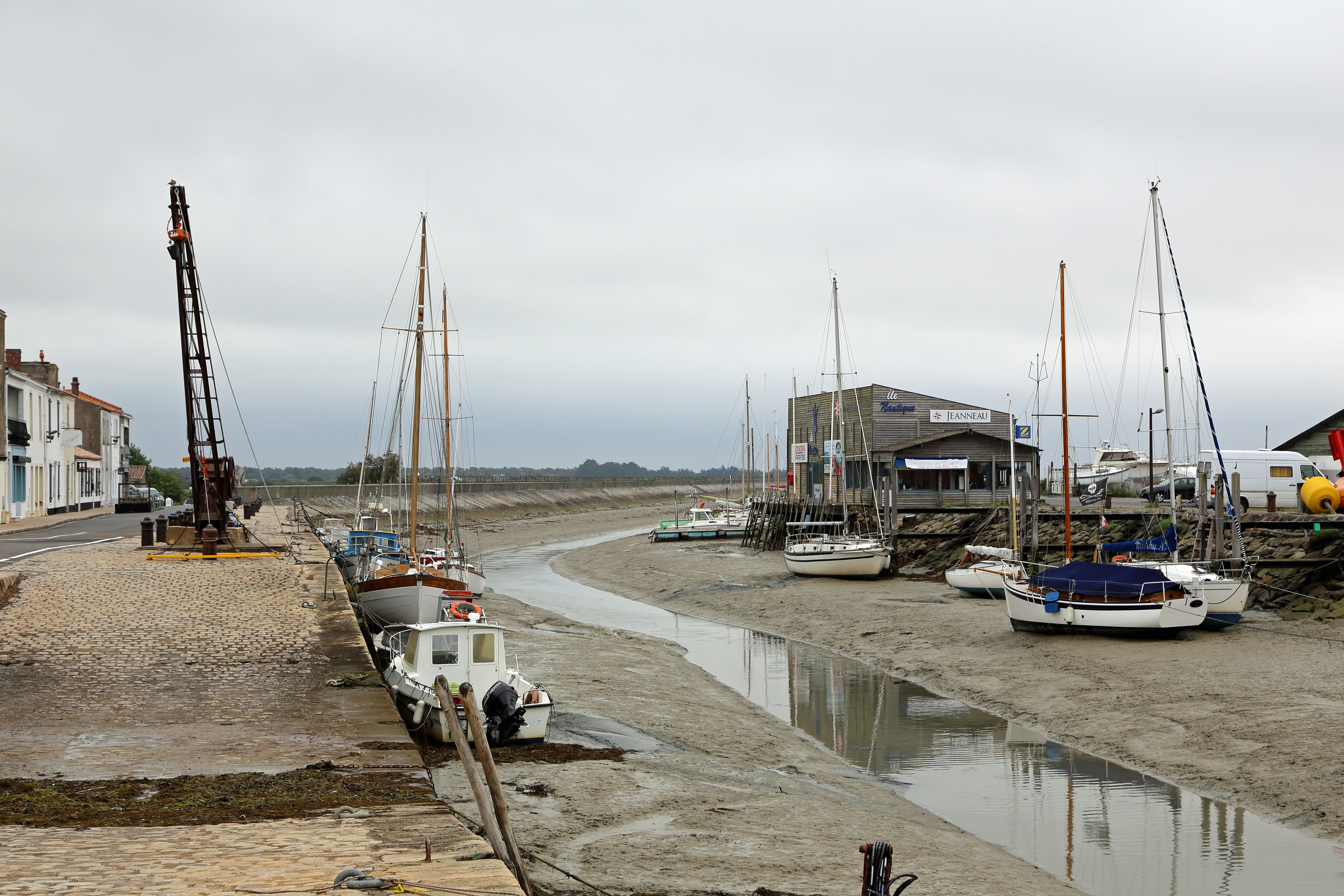
De jachthaven bij laag tij
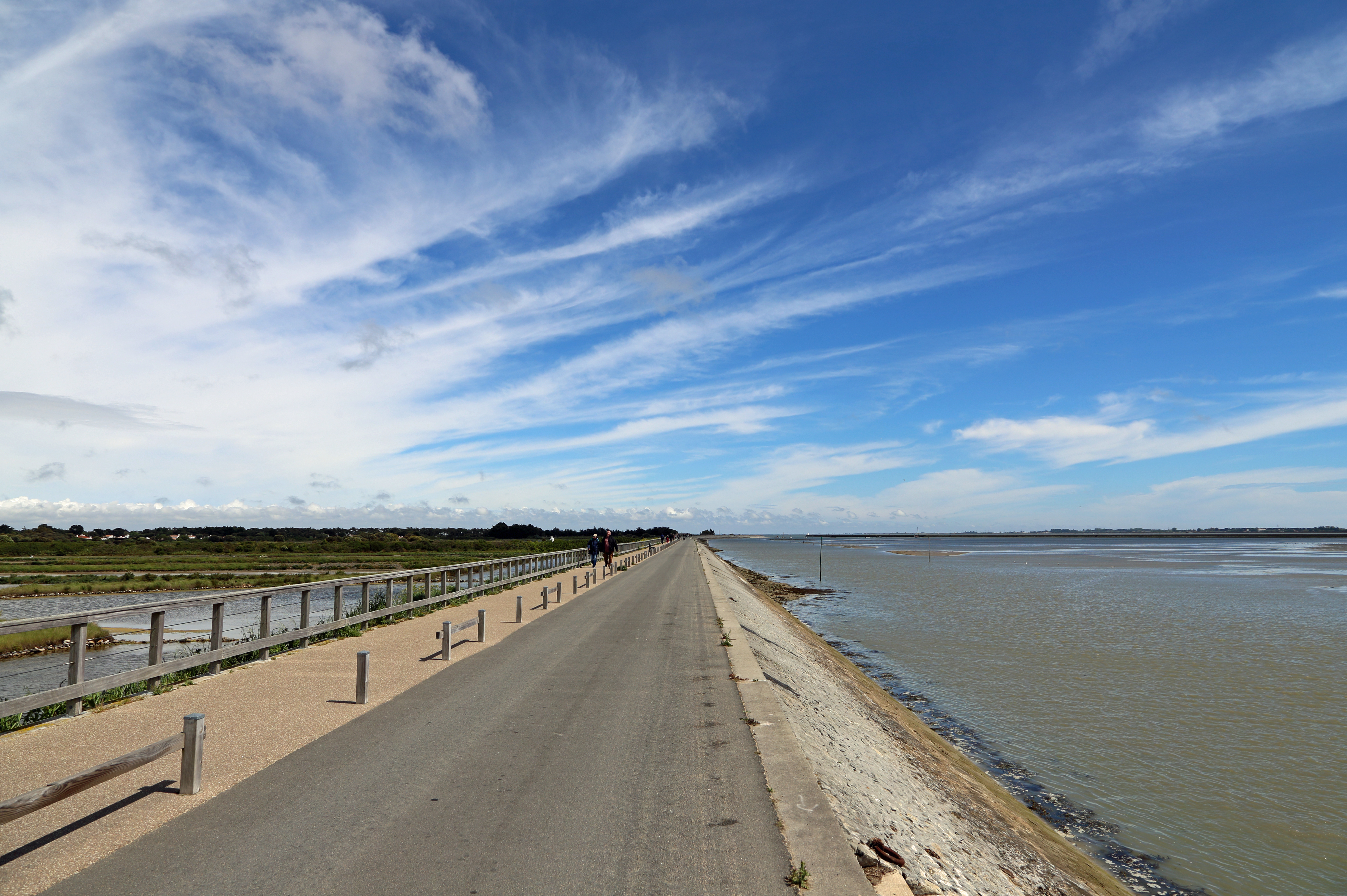
De Jacobsenpier (Jetée Jacobsen)
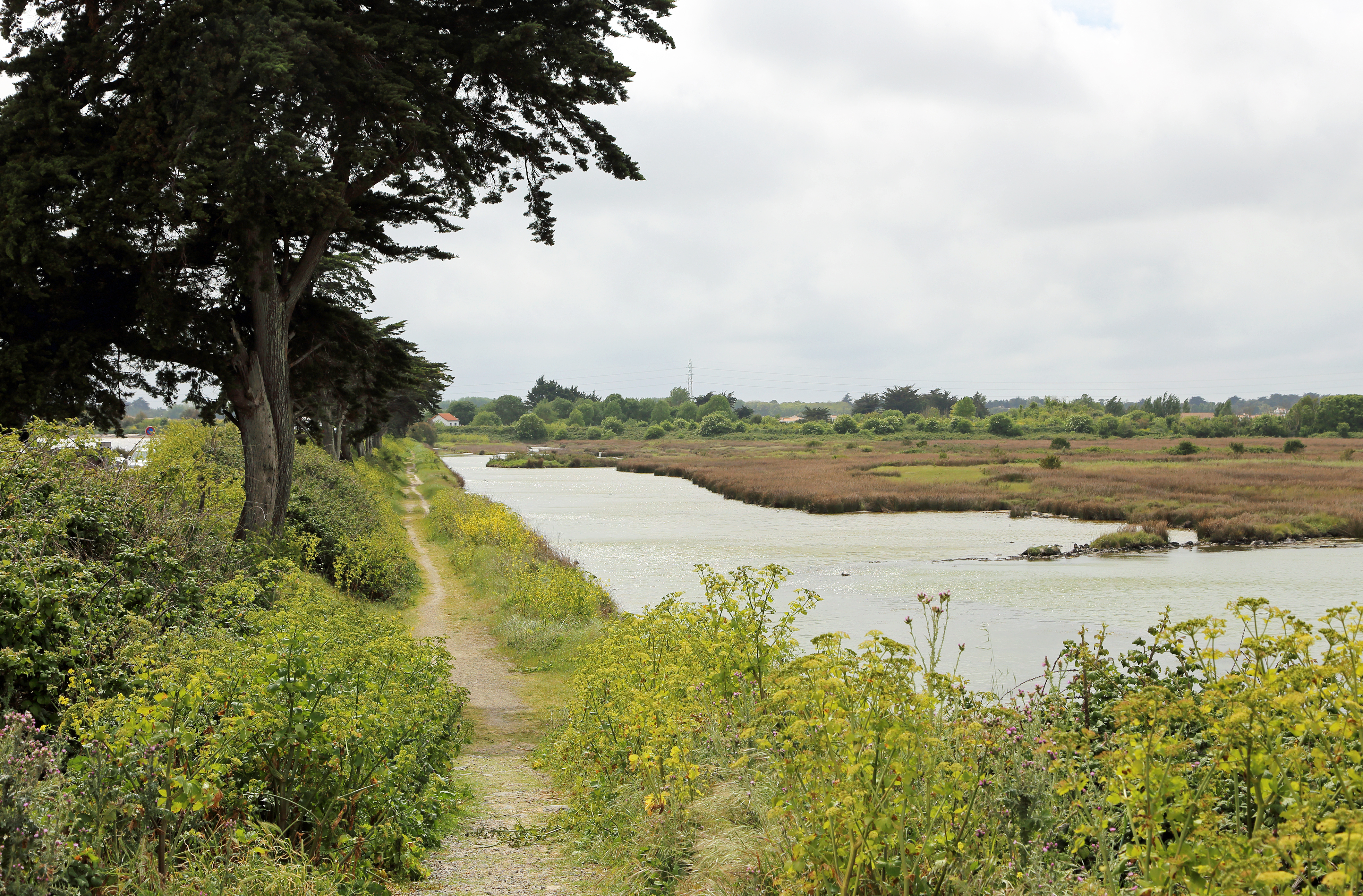
De Sebastopolpolder (Polder de Sébastopol)
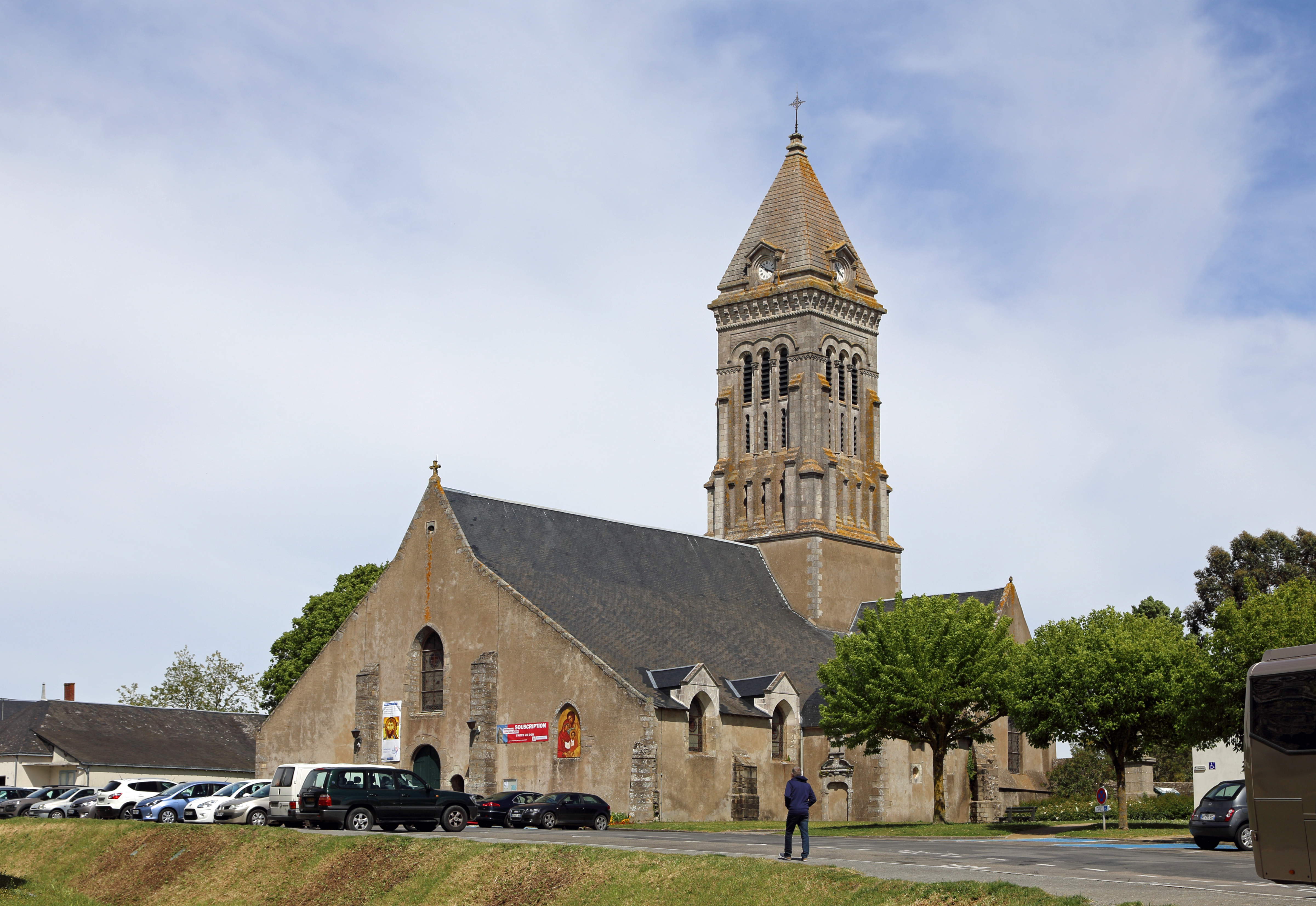
De Sint-Philbertuskerk
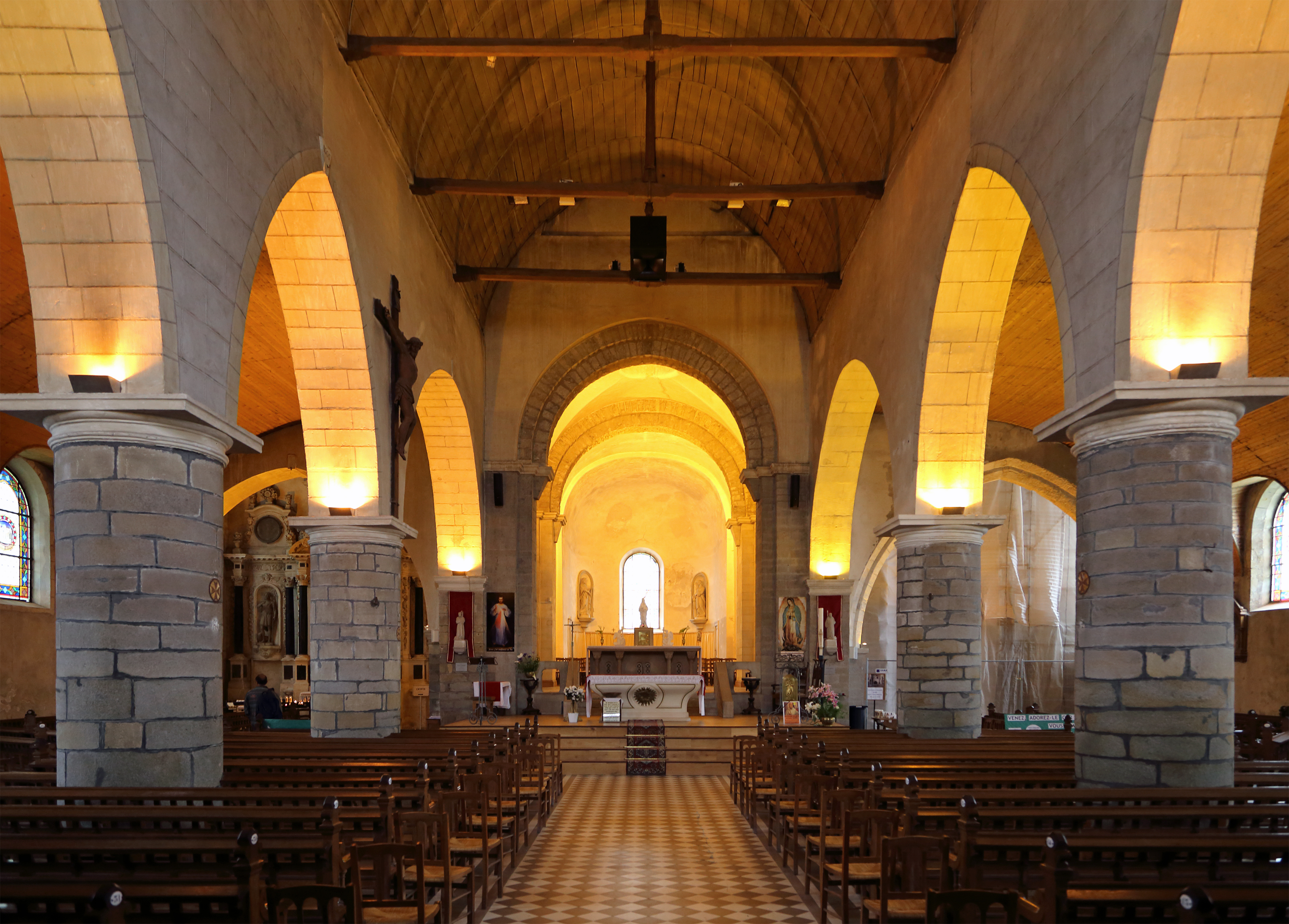
Interieur van de kerk
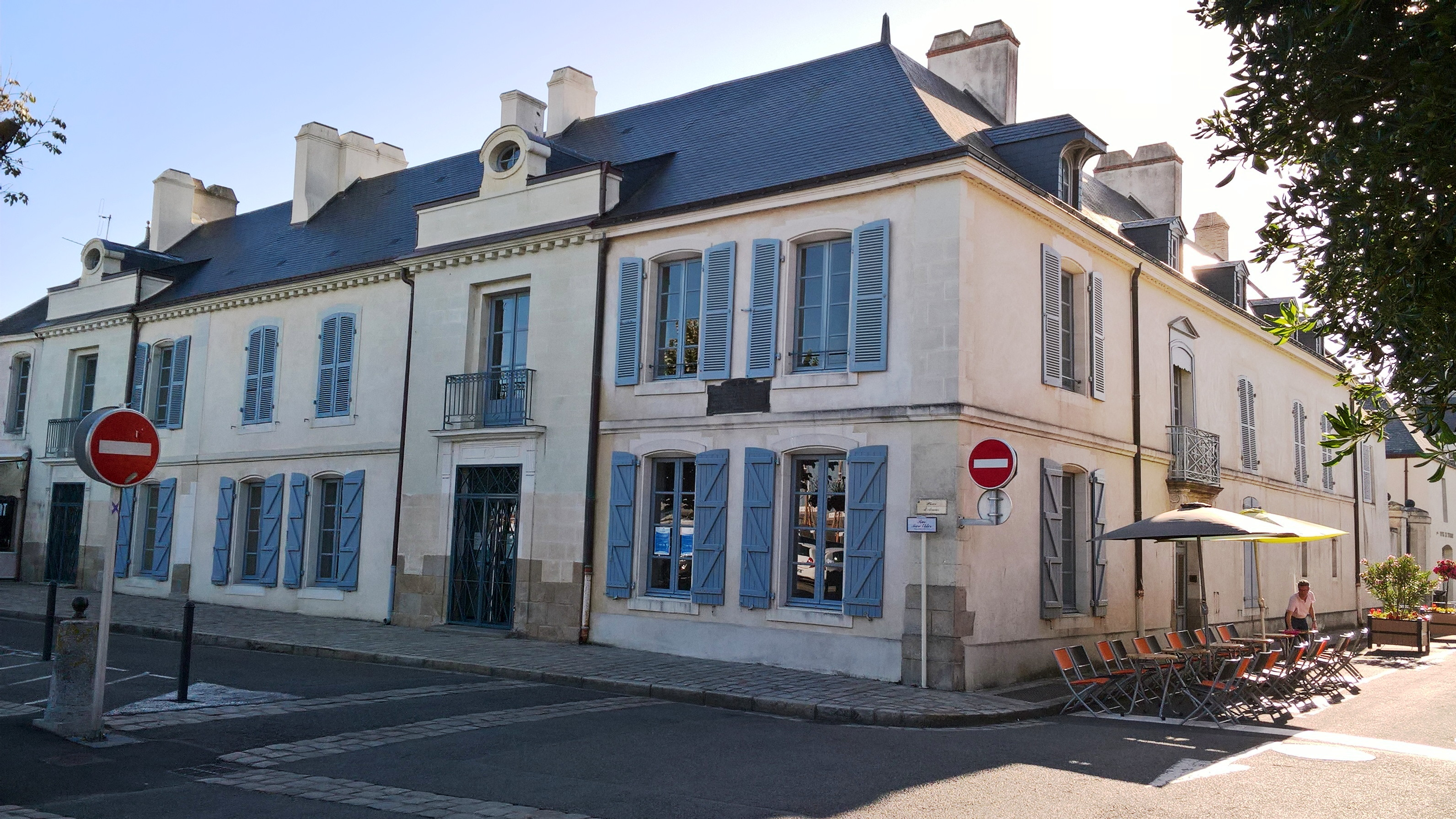
Hôtel Jacobsen

## Geografie
De oppervlakte van Noirmoutier-en-l'Île bedraagt 19,6 km², de bevolkingsdichtheid is 247,3 inwoners per km².
De onderstaande kaart toont de ligging van Noirmoutier-en-l'Île met de belangrijkste infrastructuur en aangrenzende gemeenten.

## Demografie
Onderstaande figuur toont het verloop van het inwonertal (bron: INSEE-tellingen).

## Sport
Noirmoutier-en-l'Île was twee keer etappeplaats in de wielerkoers Ronde van Frankrijk. In 2005 won de Amerikaan David Zabriskie er een etappe. Op 7 juli 2018 begon de Ronde van Frankrijk hier. De openingsetappe naar Fontenay-le-Comte werd gewonnen door de Colombiaan Fernando Gaviria.

## Geboren
- Mathieu Burgaudeau (1998), wielrenner